# 卢瓦河畔蓬塞
卢瓦河畔蓬塞（法語：Poncé-sur-le-Loir，法語發音：[pɔ̃se syʁ lə lwaʁ]）是法国萨尔特省的一个旧市镇，属于拉弗莱什区。2017年，卢瓦河畔蓬塞与临近的3个市镇合并为新市镇卢瓦昂瓦莱。

## 地理
卢瓦河畔蓬塞（47°45'43"N, 0°39'19"E）面积6.92 平方千米，位于法国卢瓦尔河地区大区萨尔特省，该省份为法国西北部内陆省份，北起顺时针与奥恩省、厄尔-卢瓦省、卢瓦-谢尔省、安德尔-卢瓦尔省、曼恩-卢瓦尔省和马耶讷省接壤，是法国大西部的入口，连接卢瓦尔河谷、布列塔尼和巴黎盆地。
与卢瓦河畔蓬塞接壤的市镇（或旧市镇、城区）包括：拉沙佩勒戈甘、卢瓦河畔库蒂尔、特雷埃、拉沃奈、卢瓦河畔吕耶。

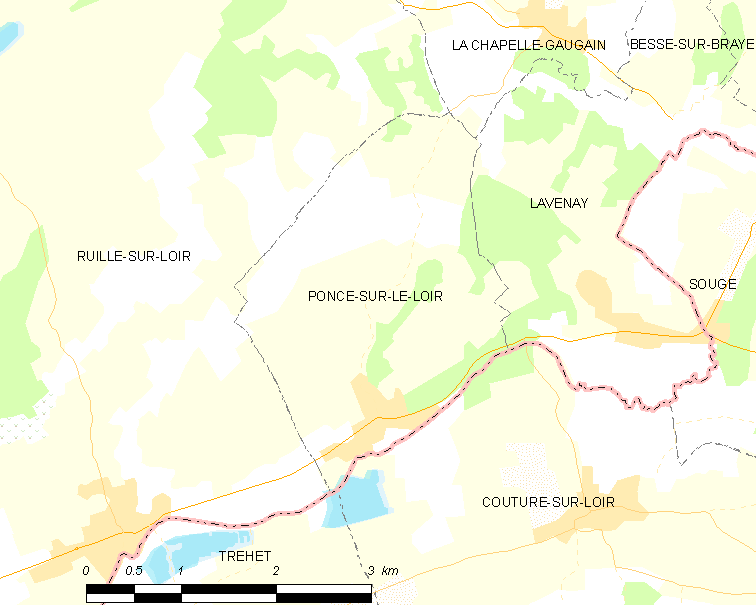
卢瓦河畔蓬塞的OSM定位图

卢瓦河畔蓬塞的时区为UTC+01:00、UTC+02:00（夏令时）。

## 行政
卢瓦河畔蓬塞的邮政编码为72340，INSEE市镇编码为72240。

## 政治
卢瓦河畔蓬塞所属的省级选区为卢瓦河畔蒙瓦勒县。

## 人口

1962-2008年间卢瓦河畔蓬塞人口变化图示

卢瓦河畔蓬塞于2018年1月1日时的人口数量为323人。